# Estadio Belvedere
L'Estadio Belvédère est un stade uruguayen de football situé à Belvédère, quartier de Montevideo, et appartenant au Liverpool Fútbol Club.
Ce stade d'une capacité d'environ 10 000 spectateurs appartenait auparavant au club des Montevideo Wanderers, puis au Ministère uruguayen de la santé, avant d'être cédé en 1938 au Liverpool Fútbol Club.
En 1910, l'Équipe d'Uruguay de football porte pour la première fois de son histoire son maillot bleu. Une plaque commémorative de ce match est présente dans l'enceinte du Belvedere.